# Лоулор, Реймонд
Реймонд Э. Лоулор (англ. Raymond E. Lawlor; 22 февраля 1888, Сент-Луис, Миссури — 28 июня 1946, Гарленд, Арканзас) — американский футболист, серебряный призёр летних Олимпийских игр 1904.
На Играх 1904 в Сент-Луисе Лоулор выступал за первую сборную США. Они проиграли матч Канаде, сыграли вничью, а затем выиграли встречу с другой американской командой и заняли в итоге второе место, получив серебряные медали.